# Territoriale integriteit

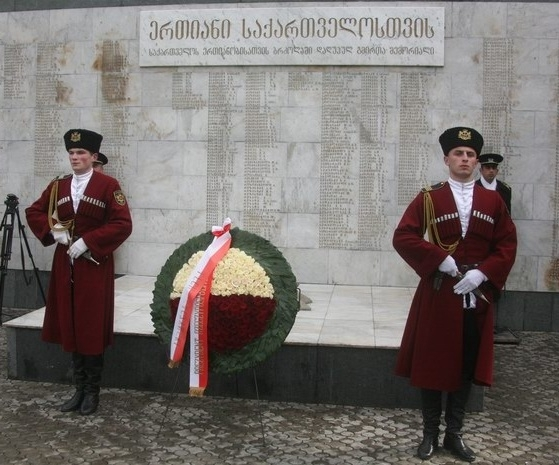
Oorlogmonument in Tbilisi voor de helden die vielen in de strijd voor de territoriale integriteit van Georgië.

Territoriale integriteit is een principe uit het internationaal recht dat stelt dat de grenzen van staten niet gewijzigd mogen worden.

## Verenigde Naties
Artikel °6 van resolutie 1514 (1960) (XV) van de Algemene Vergadering van de Verenigde Naties legde vast dat het zelfbeschikkingsrecht van volkeren door territoriale integriteit beperkt wordt. Resolutie 2625 (XXV) voegde daaraan toe dat die inperking enkel geldt als een land gelijke rechten hanteert en een vertegenwoordigende regering heeft.

## Toepassing
Door het principe van territoriale integriteit moesten de grenzen van de landen in Afrika ten tijde van de dekolonisatie gerespecteerd worden.
Het principe maakt het ook onmogelijk dat Koerdistan een staat wordt. De territoriale integriteit van de vier landen — Irak, Iran, Syrië en Turkije — waarover het gebied verspreid ligt moet gerespecteerd worden.
Territoriale integriteit is ook de reden voor de meeste landen om de onafhankelijkheid van de Georgische regio's Abchazië en Zuid-Ossetië niet te erkennen.
Er werd ook opgeroepen om de territoriale integriteit van de Democratische Republiek Congo te respecteren. Daarom zou de eventuele aanwezigheid van soldaten uit buurland Rwanda illegaal zijn.
Anderzijds werd de territoriale integriteit gegarandeerd door resolutie 1244 van de VN-Veiligheidsraad en erkennen vele landen nu toch de onafhankelijkheid van diens (voormalige) provincie Kosovo.